# Xavier Veilhan

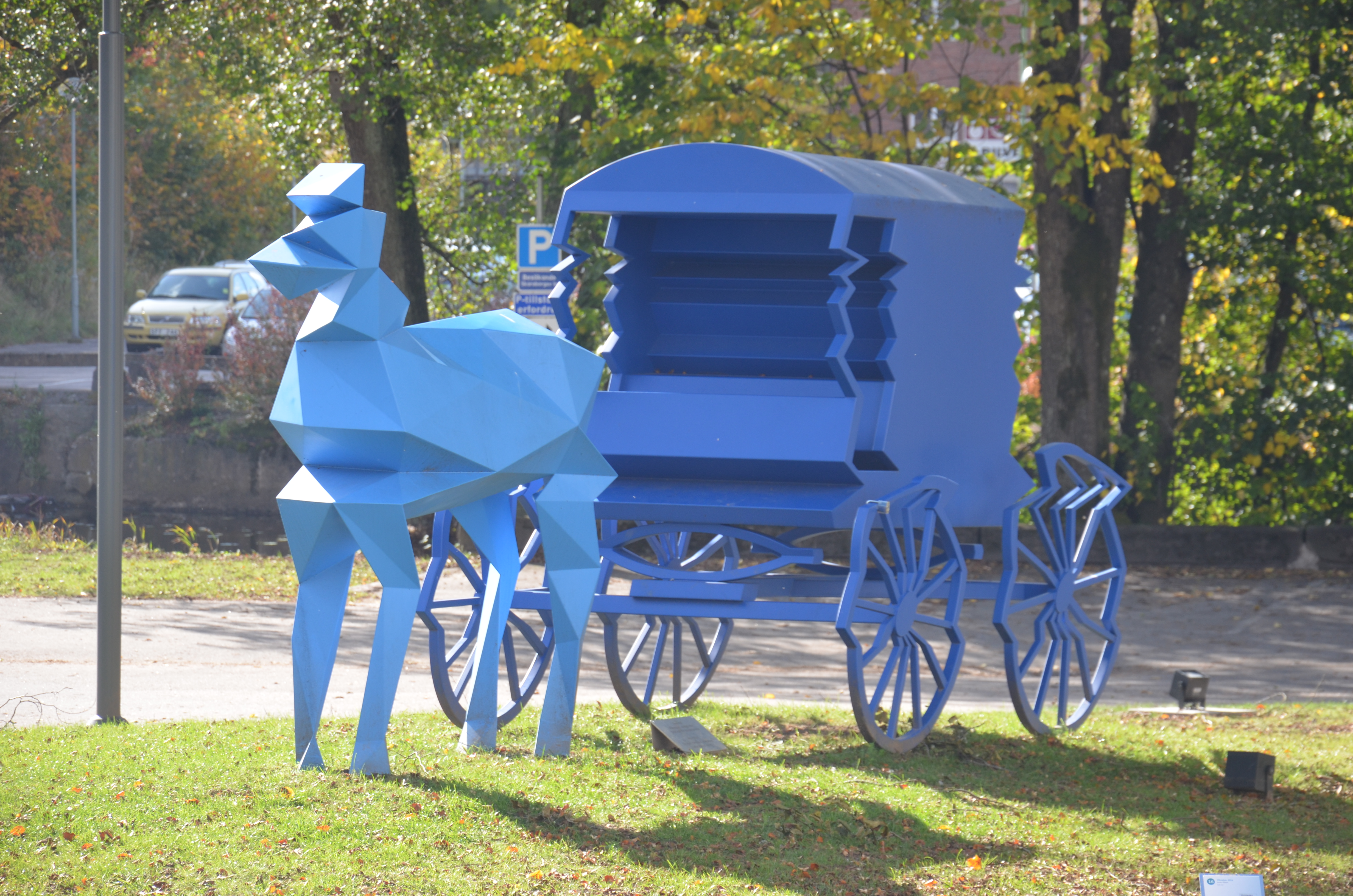
Vibration in blue, Borås, Suècia

Xavier Veilhan (Lyon, 1963) es un artista contemporáneo que vive y trabaja en París. Su trabajo es considerado un estudio de los sistemas de representación históricos y contemporáneos consiguiendo unas obras que son el resultado del análisis del verismo, el hiperrealismo o el ilusionismo. Toda su obra cuestiona el arte en sí mismo. Veilhan ha hecho uso de una gran variedad de medios tales como la pintura al óleo, la escultura o la fotografía retocada. A pesar de ello, su obra se basa en la relación entre la obra y el espectador y busca provocar la reflexión de este último mostrándole el vocabulario plástico de una manera diferente a las imágenes familiares.